# Бреганце
Брега̀нце (на италиански: Breganze; на венециански: Breganse, Брегансе) е градче и община в Северна Италия, провинция Виченца, регион Венето. Разположено е на 110 m надморска височина. Населението на общината е 8677 души (към 2015 г.).